# Group Technologies
Group Technologies AG é uma empresa alemã que trabalha em parceria com a IBM e a Microsoft em soluções de segurança e gerenciamento de e-mail corporativo para plataformas Lotus Notes/Domino e Microsoft Exchange. Foi fundada em 1992 e tem sede em Karlsruhe, na Alemanha, além de diversos escritórios naquele país e filiais no Brasil, Suíça e nos Estados Unidos. As suas ações são comercializadas nas bolsas da Alemanha sob a sigla GRPG.DE.
A GROUP tem como clientes empresas como a ABN AMRO, Coca Cola, Deutsche Bank, Bank One, Ernst & Young, PricewaterhouseCoopers e o Governo dos Estados Unidos.